# Культовые сооружения Вильнюса
Культовые сооружения Вильнюса
Это список культовых сооружений Вильнюса — православных, католических и лютеранских соборов, церквей и часовен, а также синагог, мечетей и т. п.
Не существующие в настоящее время храмы выделены в отдельные подгруппы.

## Православные храмы
Действуют:

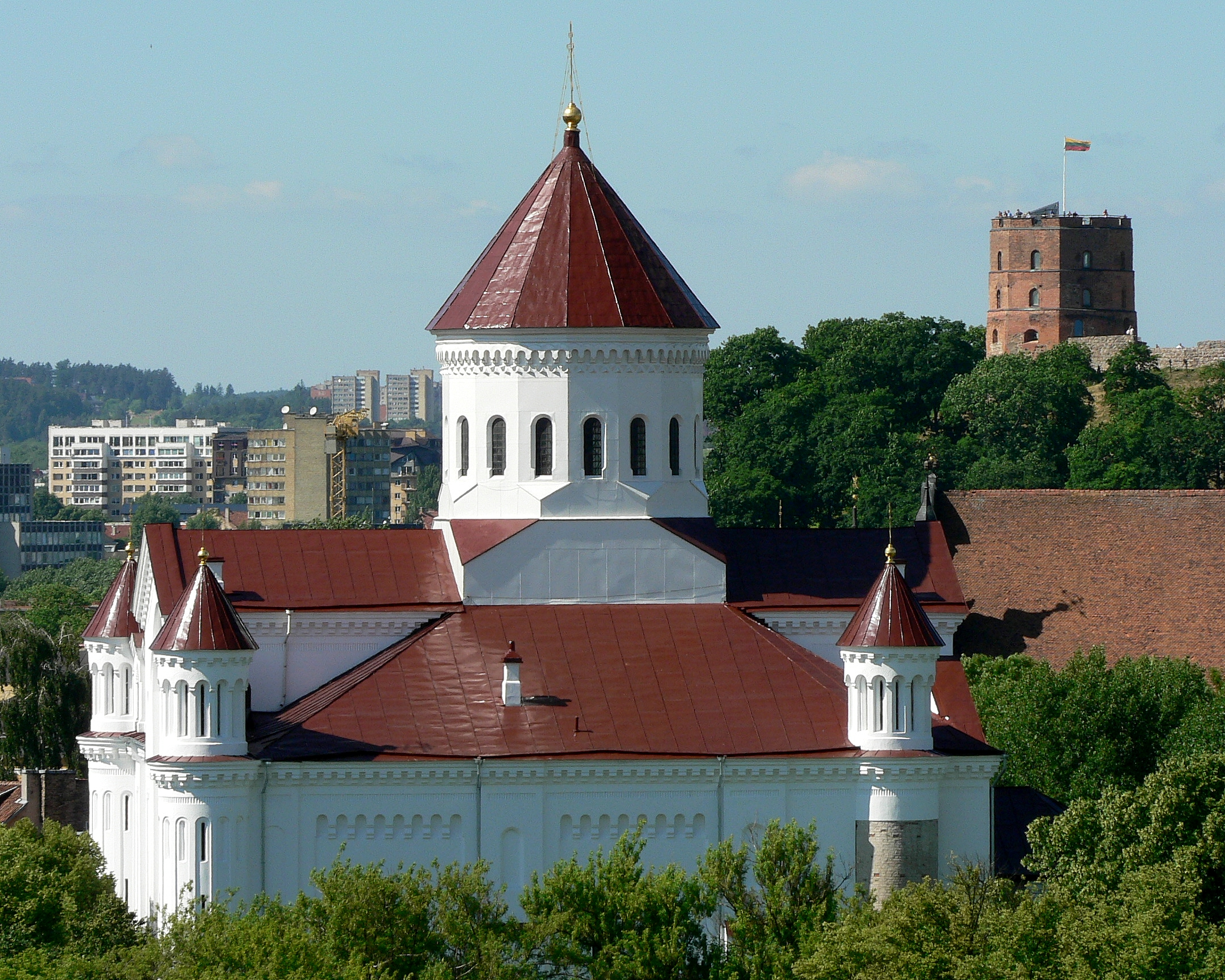
Пречистенский собор

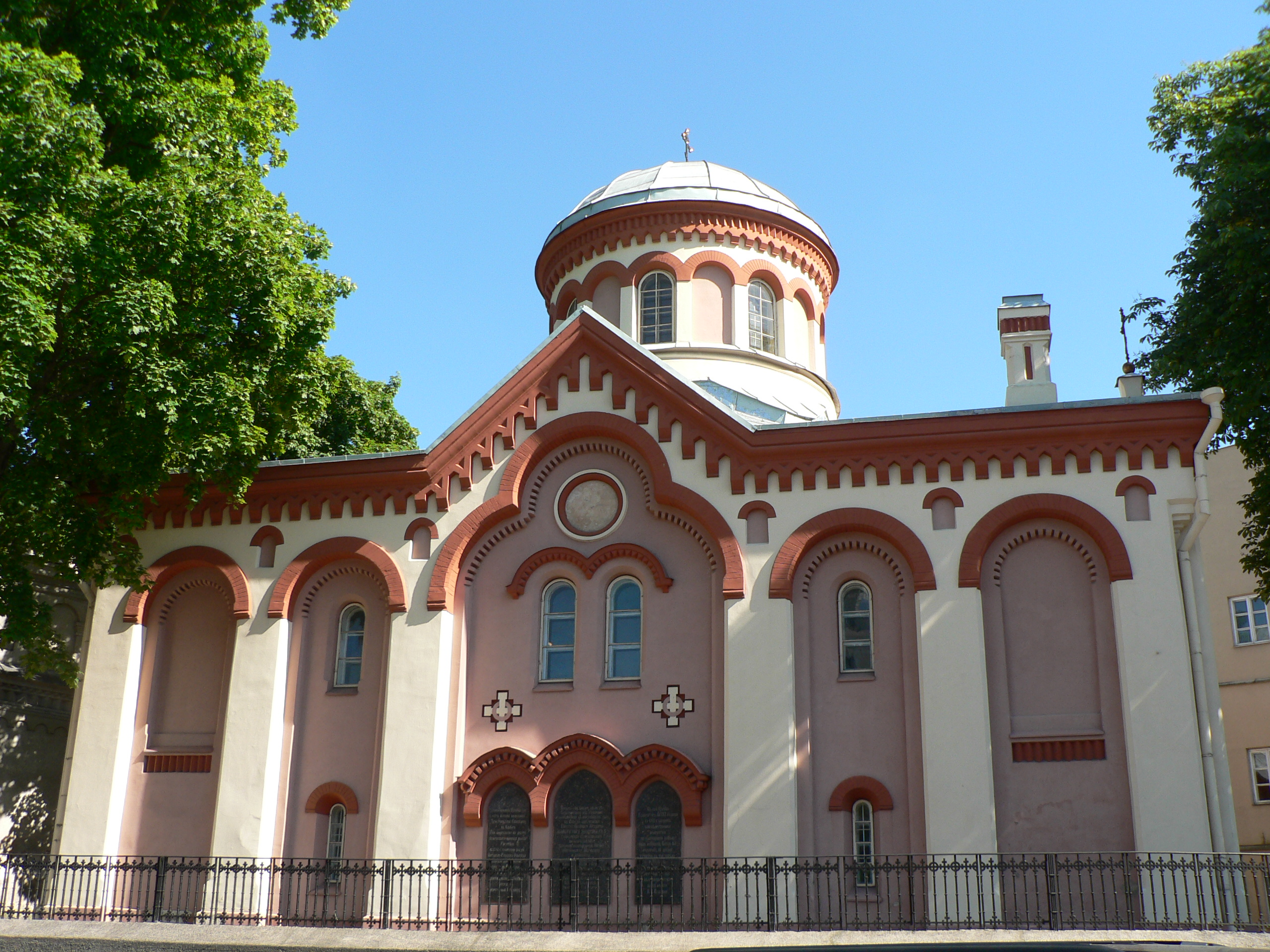
Пятницкая церковь

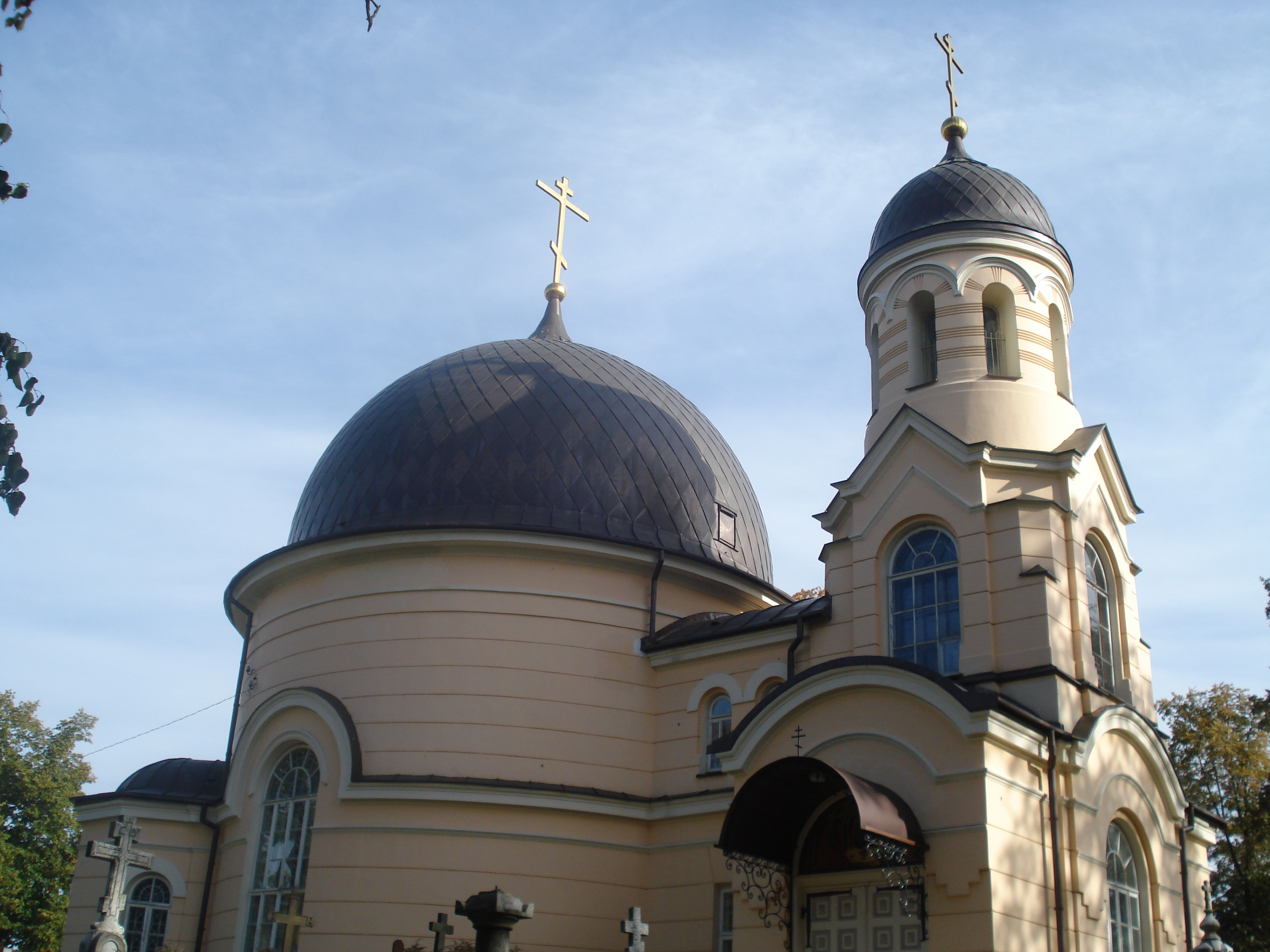
Евфросиниевская церковь

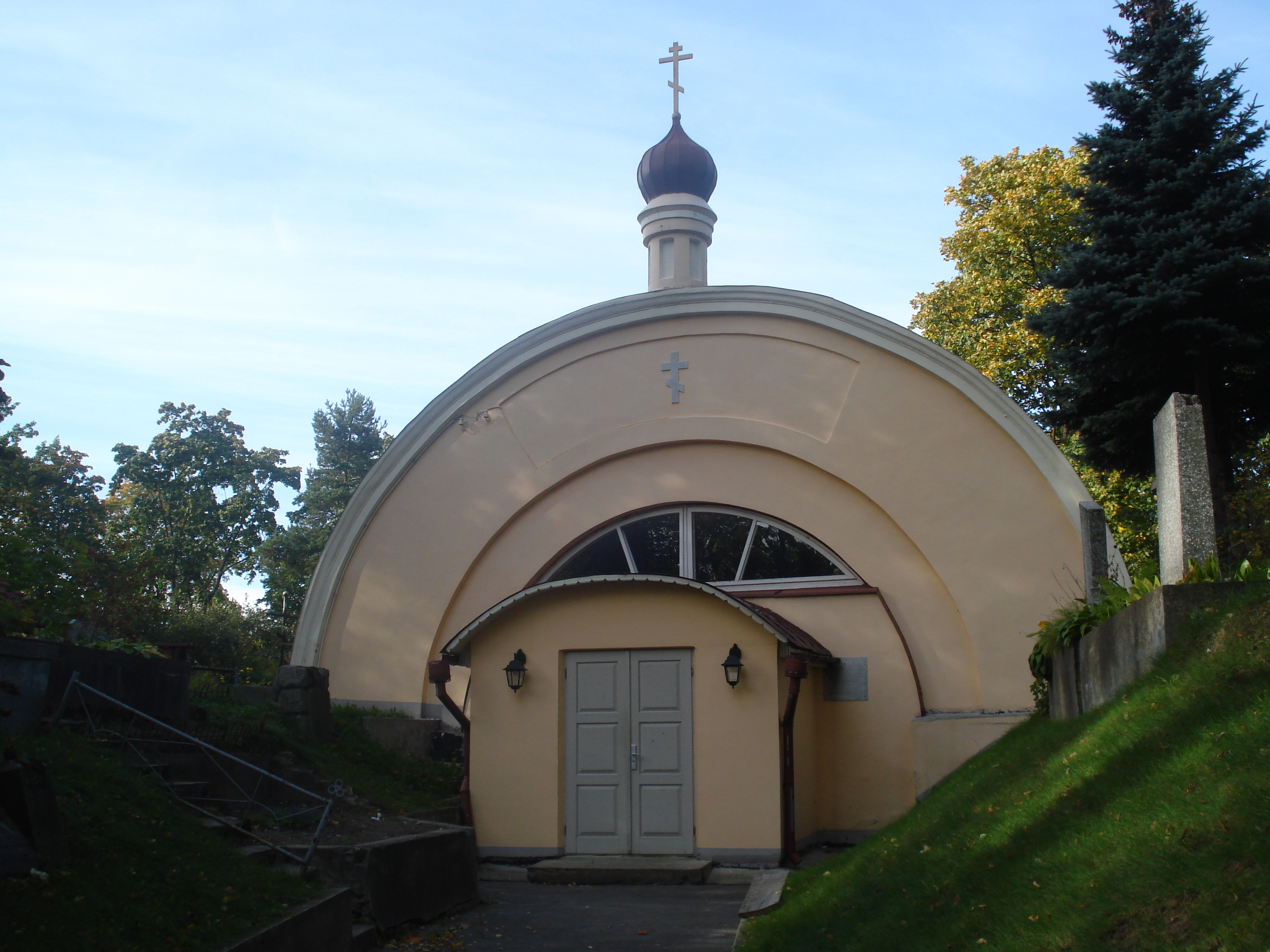
Церковь Тихона Задонского

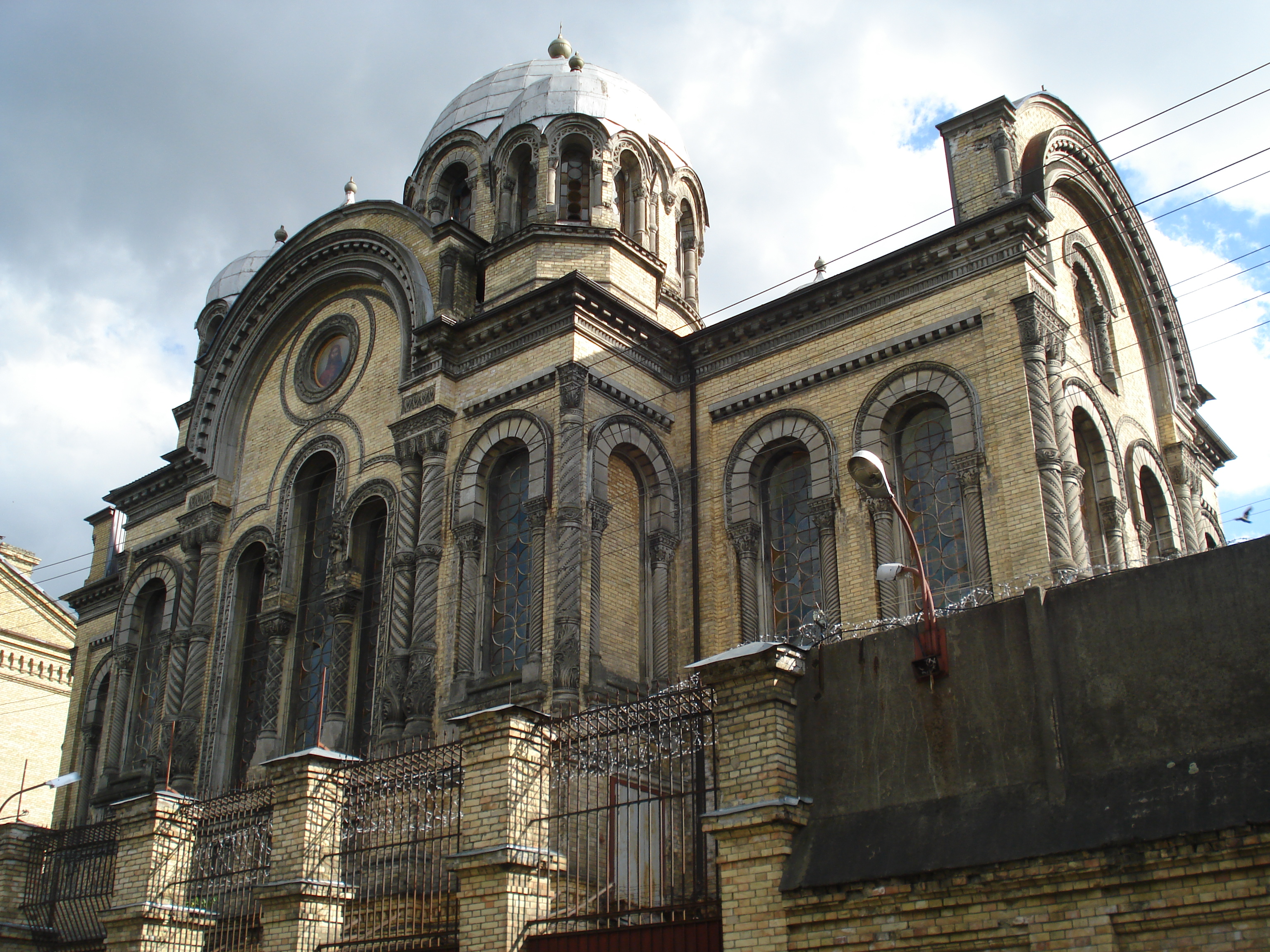
Бывшая Николаевская церковь

- Пречистенский кафедральный собор (c XIV века, заложен великим князем литовским Ольгердом; Улица Майронё, 14)
- Святой Великомученицы Параскевы Пятницы (c XIV века, заложен женой великого князя литовского Ольгерда; заново отстроен в 1864; ул. Диджёйи, 2)
- Перенесения мощей святителя Николая Чудотворца (c XIV века; каменное здание заложено Константином Острожским в 1514; ул. Диджёйи, 12)
- Соборная церковь православного Свято-Духова монастыря с нетленными мощами святых виленских мучеников Антония, Иоанна и Евстафия (1597; каменное здание с 1638—1640)
- Преподобной Евфросинии, княжны Полоцкой, в южной части Вильнюса на православном Евфросиниевском кладбище (Евфросиньевская, 1837; ул. Лепкальнё, 19)
- Кладбищенский храм-часовня святителя Тихона Задонского (Пещерная церковь Святителя Тихона Задонского) на православном Евфросиниевском кладбище, перестроенная в 1914 году из возведённой в 1843 году усыпальницы Тихона Зайцева; ул. Лепкальнё, 19.
- Святой великомученицы Екатерины на Зверинце, возведённая на месте деревянной домовой церкви в 1871—1872 годах; ул. Бирутес, 20.
- Архистратига Михаила (Михайло-Архангельская, Архангело-Михайловская на Кальварийской улице (1895; ул. Калварию, 65)
- Знамения Пресвятой Богородицы на Зверинце (Знаменская, освящена в 1903; ул. Витауто, 21)
- Первоверховных апостолов Святых Петра и Павла в Новой Вильне (Петропавловская, деревянная; 1908; ул. Коялавичяус, 148)
- Святых Константина и Михаила (Романовская; построена по проекту архитектора В. Д. Адамовича[1] в честь 300-летия династии Романовых (1913; ул. Йоно Басанавичяус, 27)
- Святого Александра Невского (Науйининкай, 1898)

Не действуют:
- Святого Николая в тюрьме на Лукишках (1904)
- Георгиевская часовня на месте захоронения русских солдат и офицеров, павших при подавлении восстания 1863 года, на Евфросиниевском кладбище (возведена в 1865 году церковь по проекту Н. М. Чагина и А. И. Резанова).

Не сохранились:
- Александро-Невская часовня на Георгиевском проспекте; здание не сохранилось.

## Древлеправославные храмы

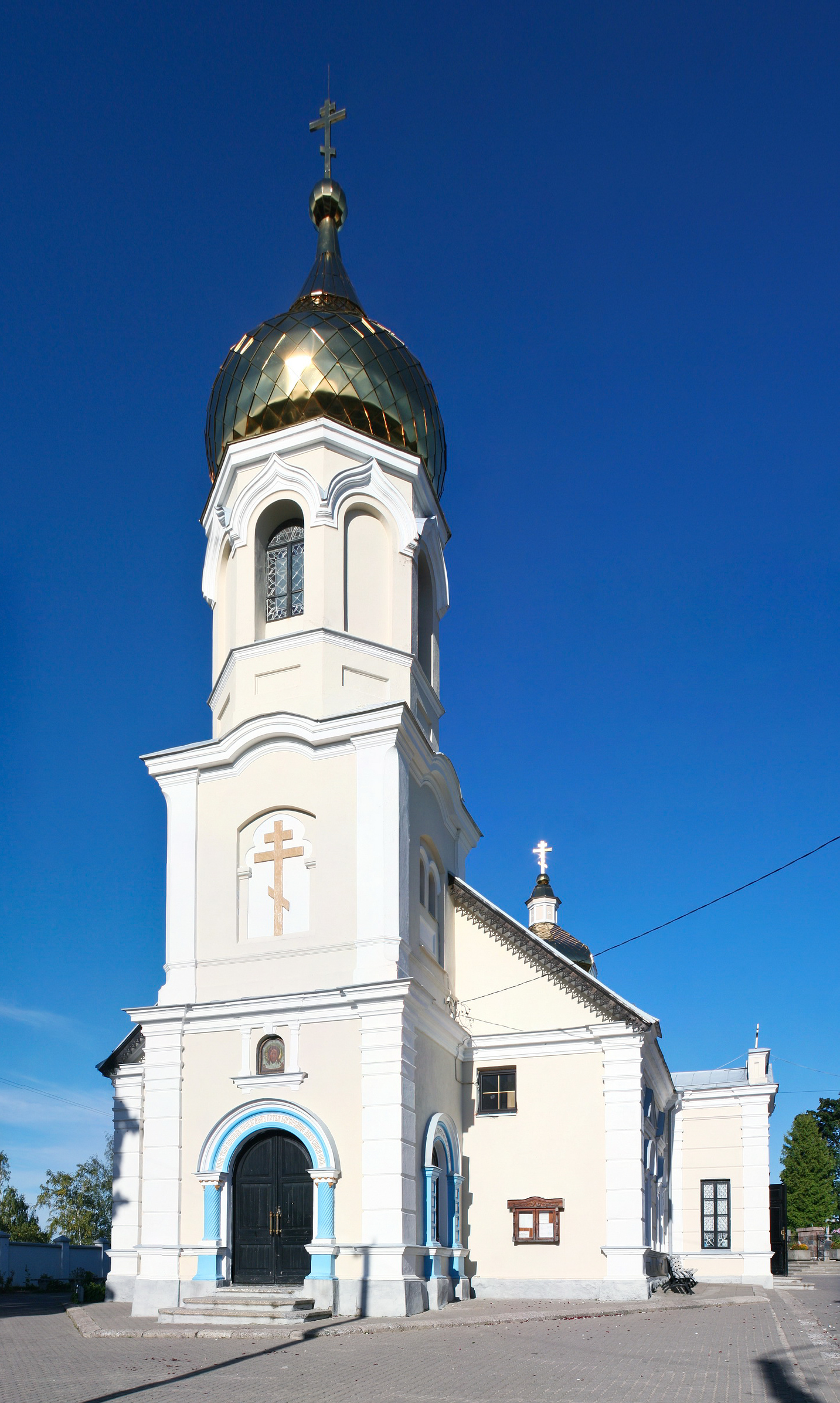
Покровский молельный дом

- Свято-Покровский молельный дом старообрядцев, старообрядческая церковь Покрова Пресвятой Богородицы в Науйининкай (Naujininkų g. 24), деревянный в 1825 году, каменное здание увенчанной луковицеобразным куполом башней с 1900 года.

## Католические храмы

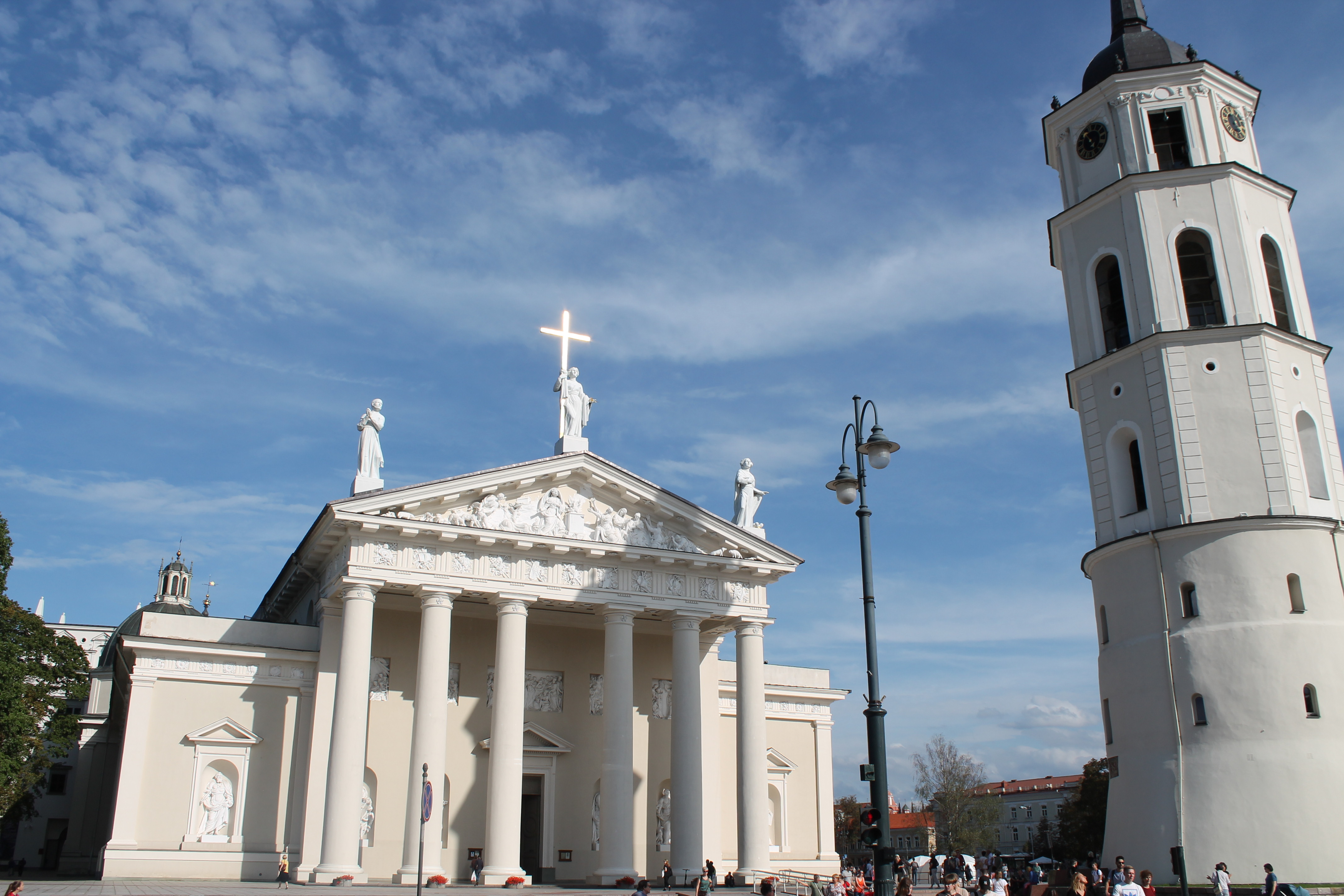
Кафедральный собор

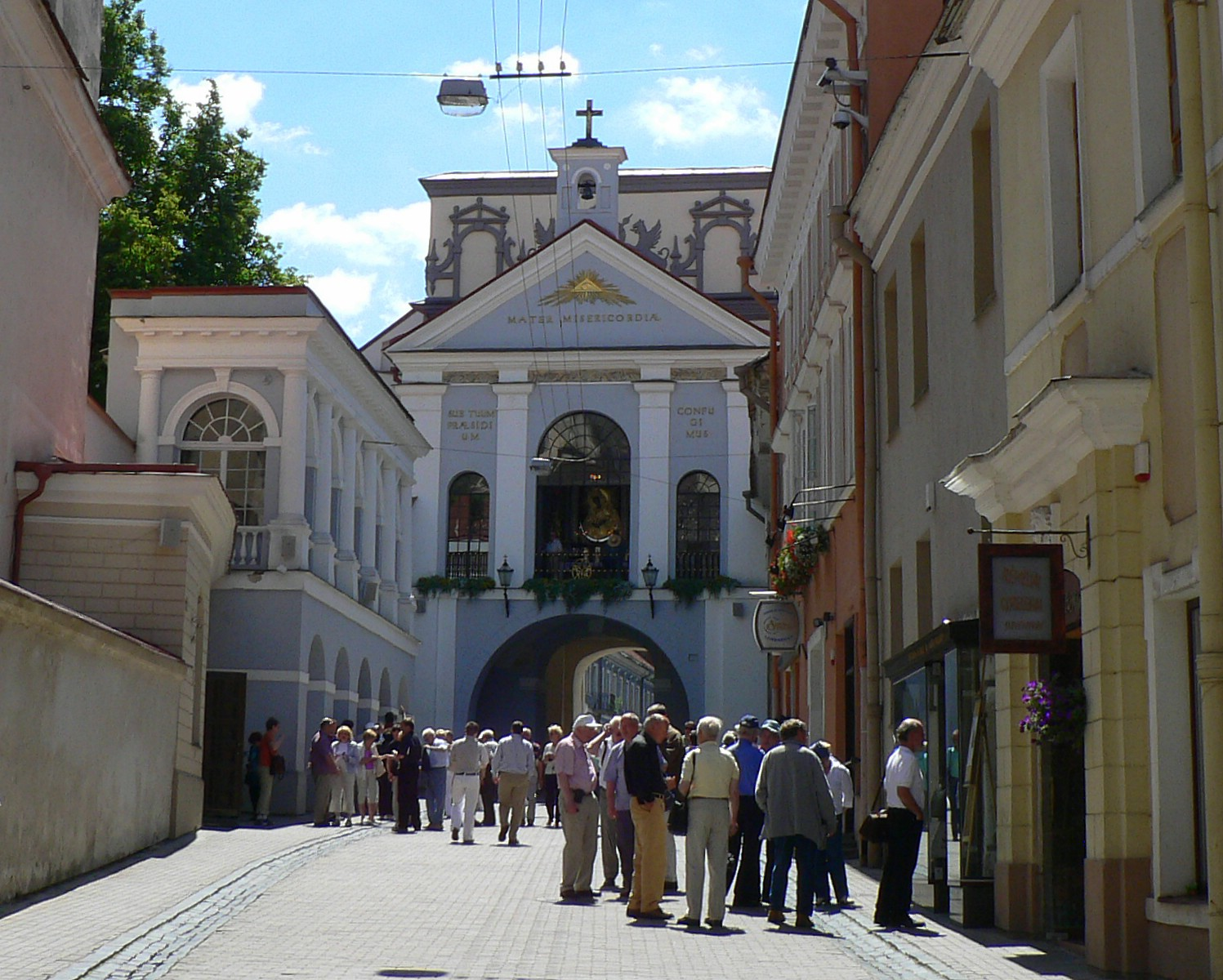
Острая брама

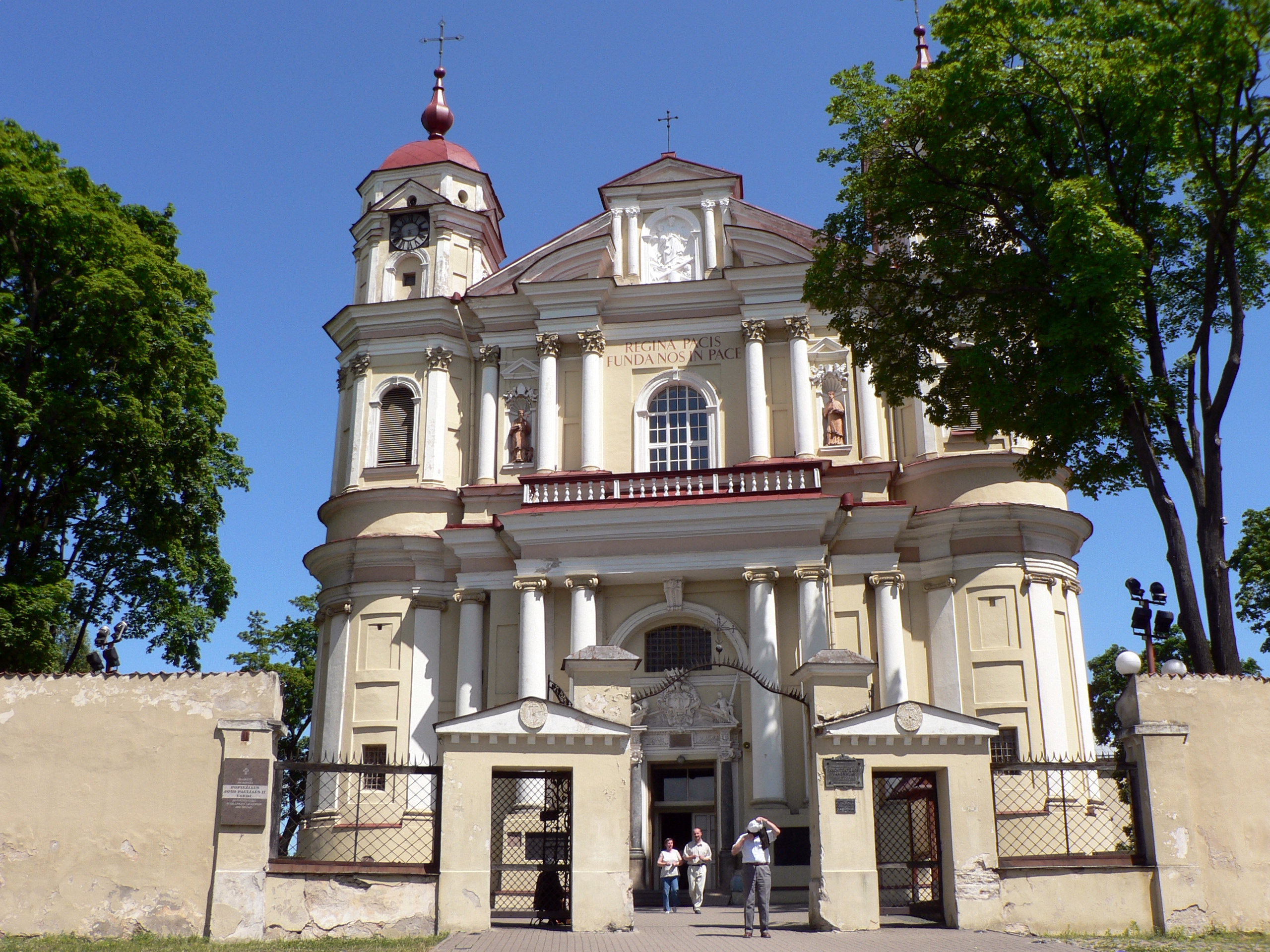
Св. Петра и Павла

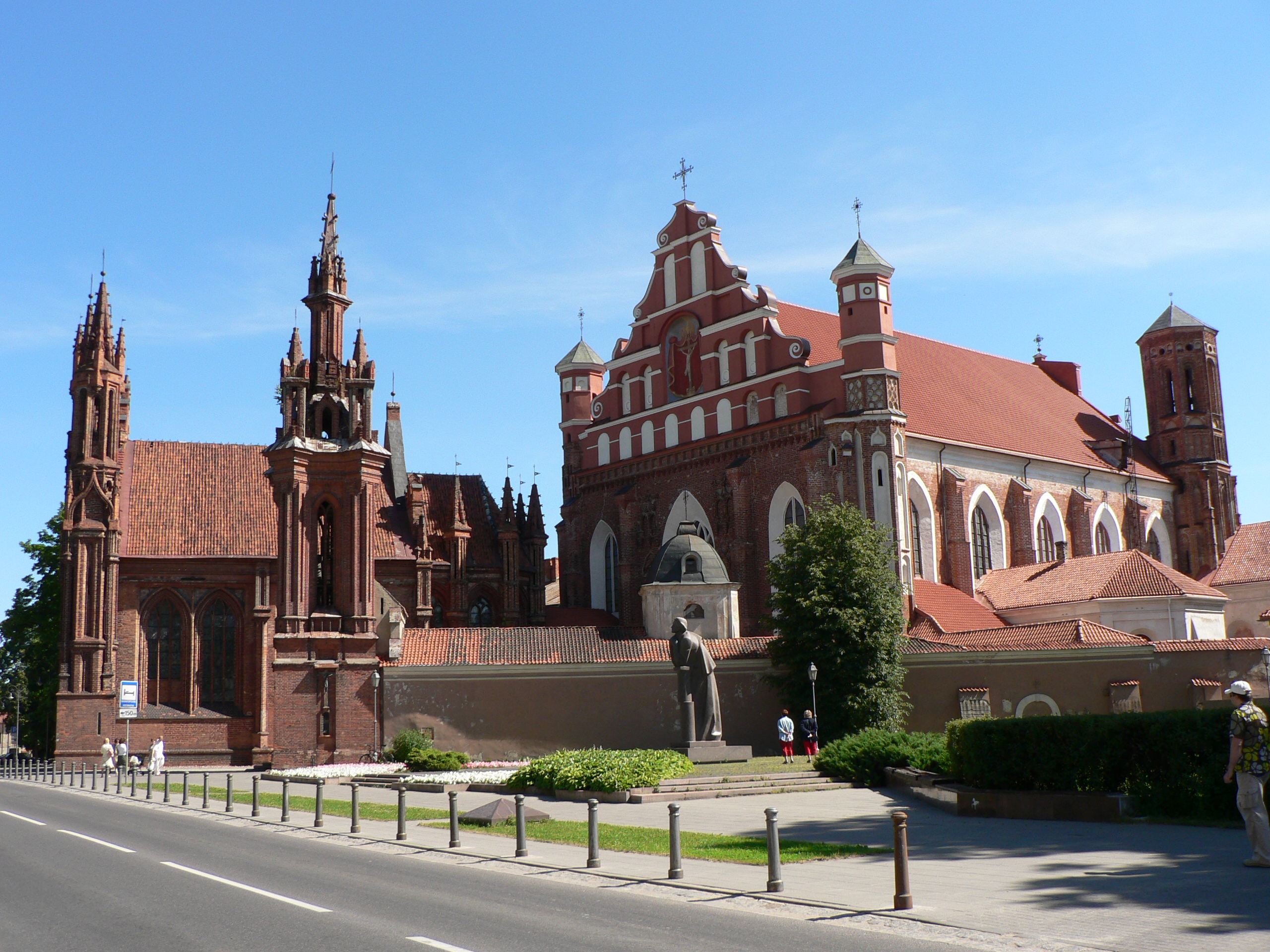
Св. Анны и бернардинский монастырь

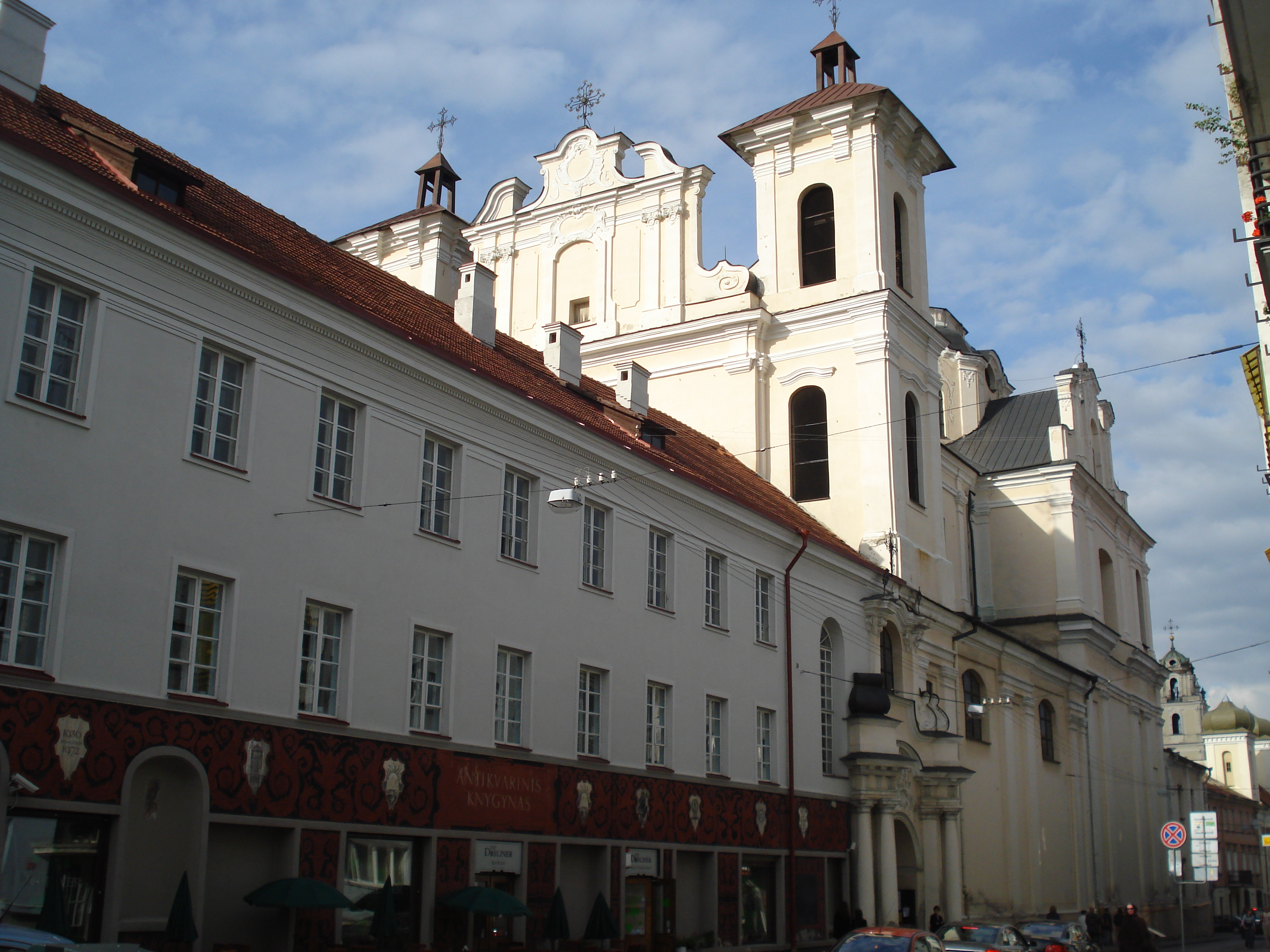
Святого Духа

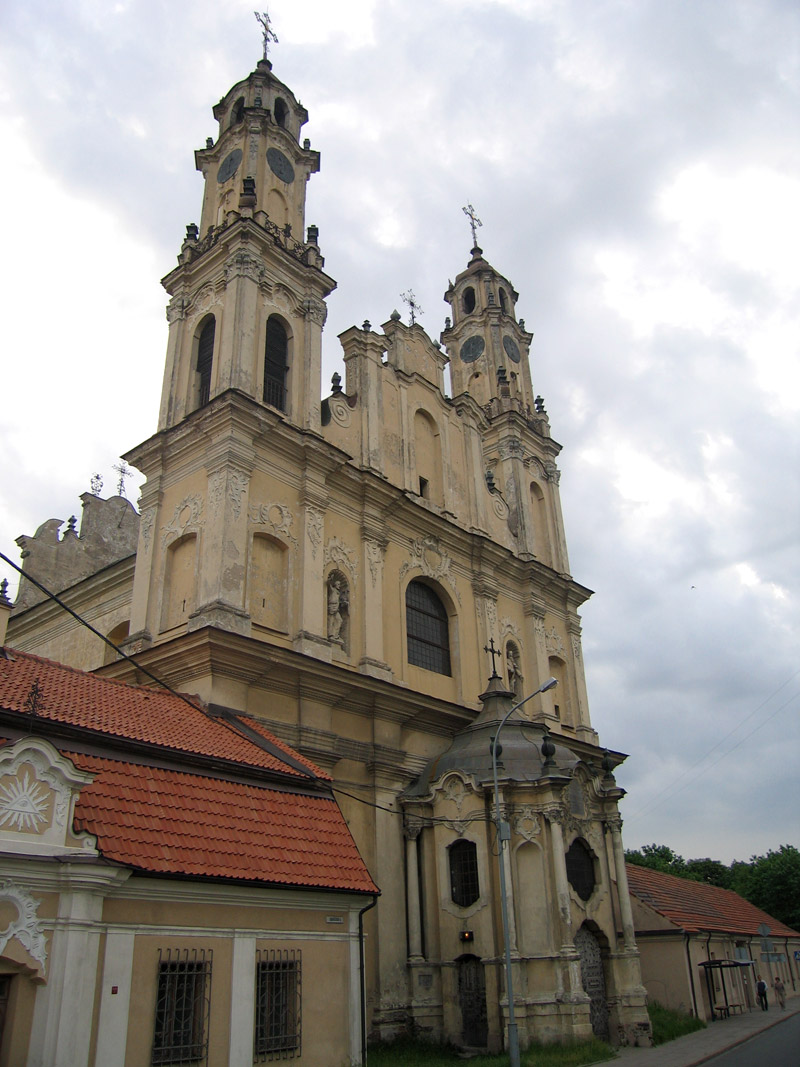
Вознесения Господня

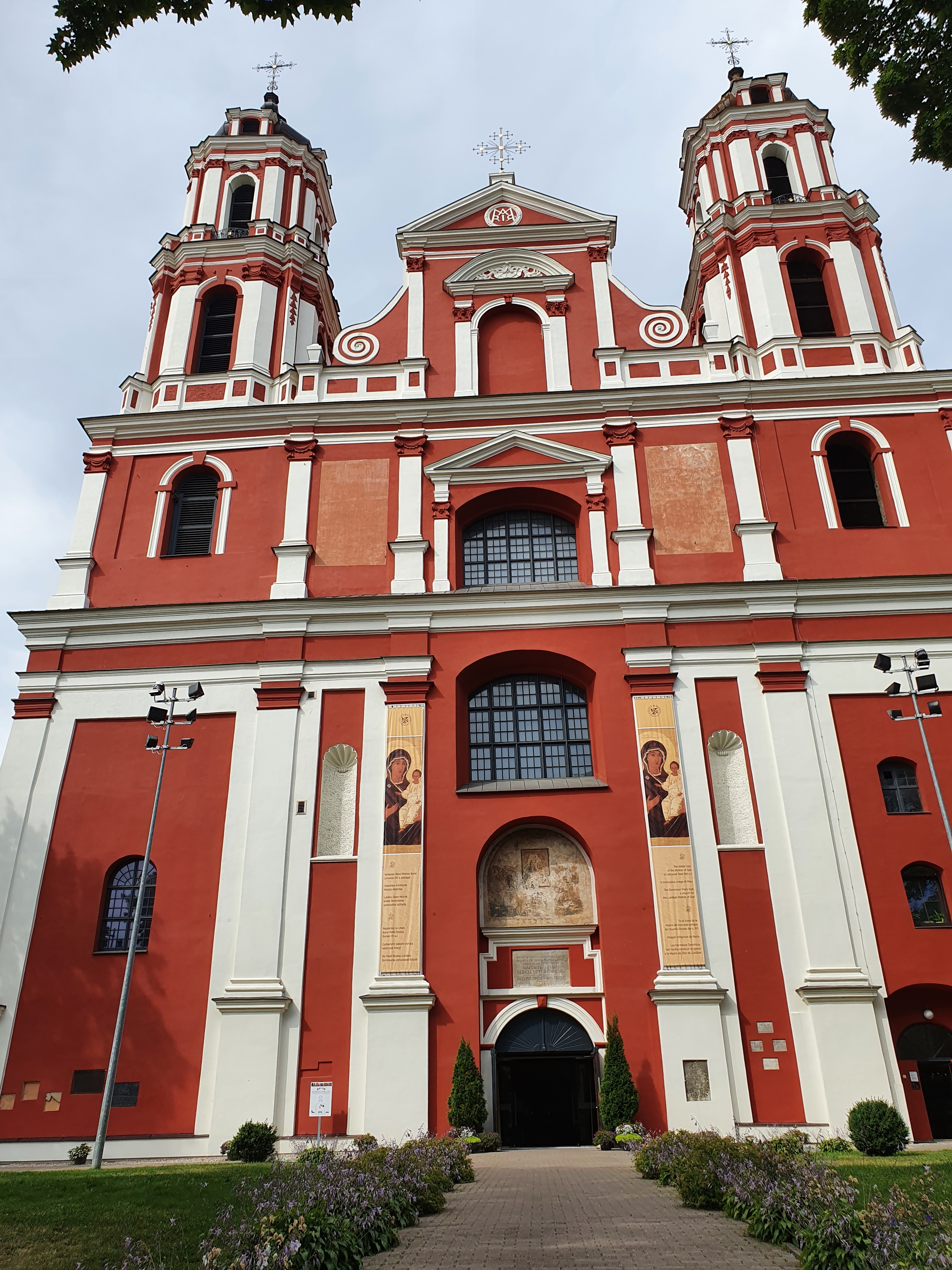
Святых Иакова и Филиппа

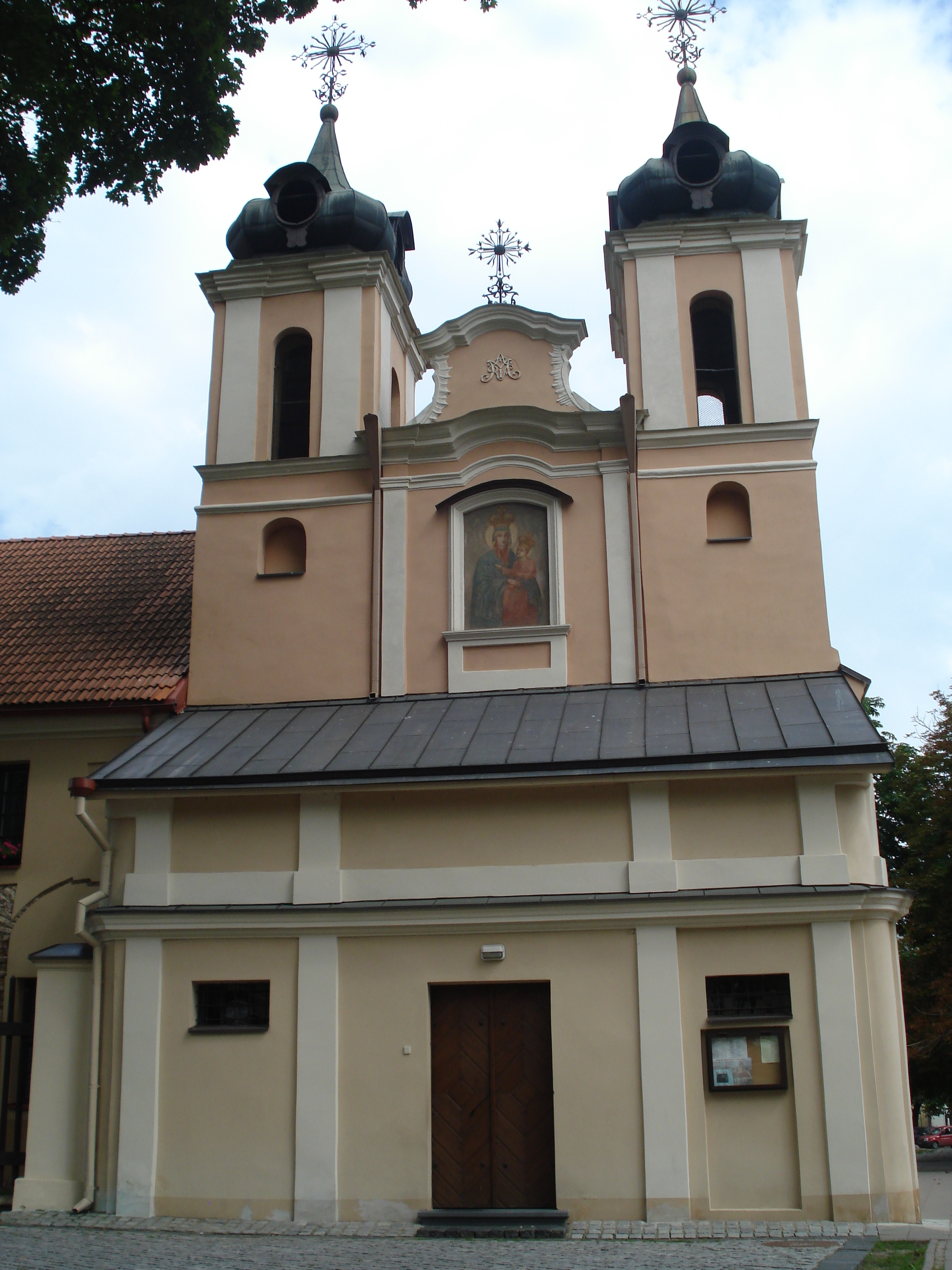
Святого Креста (бонифратров)

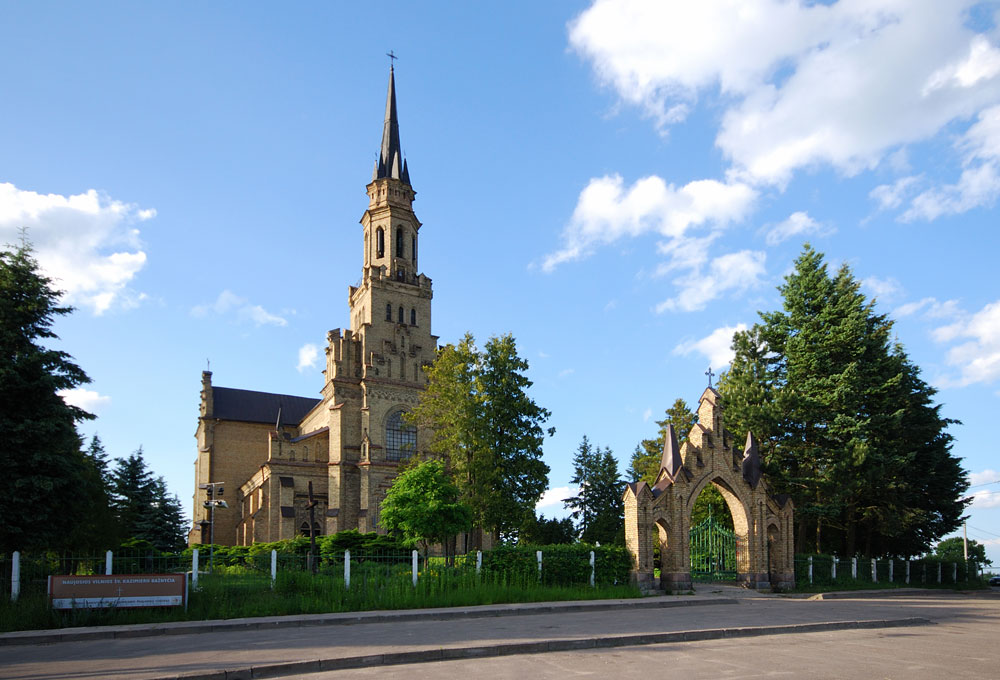
Святого Казимира в Новой Вильне

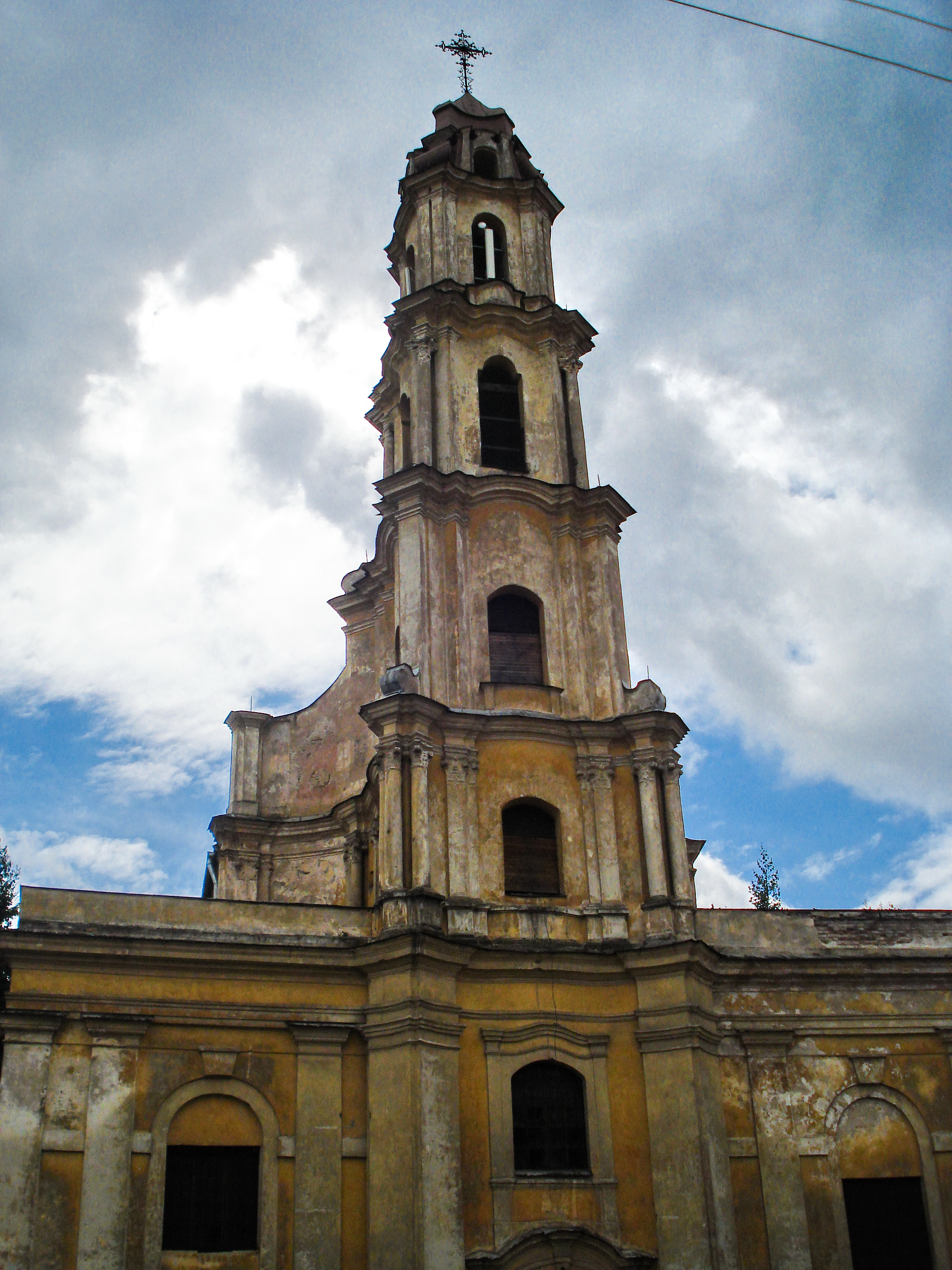
Костёл Божией Матери Утешения

- Кафедральный собор Св. Станислава, Arkikatedra Bazilika, Šv. Stanislovo ir Šv. Vladislovo arkikatedra bazilika, Katedra Św. Stanisława i Władysława (Кафедральная площадь 1)
- Остробрамская часовня (Aušros Vartai), Aušros Vartų Švč. M. Marijos, Gailestingumo Motinos, koplyčia, Kaplica w Ostrej Bramie (ул. Аушрос Варту 12)
- Святого Петра и Павла (Šv. apaštalų Petro ir Pauliaus, Šv. Petro ir Povilo, Św. Piotra i Pawła), «жемчужина барокко» 1668—1676 (ул. Антакальнё 1)
- Святой Анны (Šv. Onos, Św. Anny), поздняя готика XVI (Улица Майронё, 8)
- Св. Франциска (бернардинский) (Šv. Pranciškaus Asyžiečio (bernardinų), Św. Franciszka i Bernardyna (bernardynów)), деревянный основан в 1469; XVI; готика, ренессанс (Улица Майронё, 10)
- Святой Терезы (Šv. Teresės, Św. Teresy), кармелитский, на месте деревянного (1627) каменный (1633—1650 храм базиликального типа в стиле барокко (ул. Аушрос Варту 14)
- Святого Духа (Šventosios Dvasios, Św. Ducha) и доминиканский монастырь; деревянный 1408, каменный в начале XVII, 1749—1770 перестройка, позднее барокко, интерьер рококо (вторая половина XVIII (ул. Доминикону 8)
- Святой Троицы (Švč. Trejybės, Św. Trójcy), ныне Храм Милосердия Божия (Dievo Gailestingumo šventovė); деревянная XVI; с 1821 православная Благовещенская церковь, перестройка в 1846—1848 (ул. Доминикону 12)
- Святого Михаила (Šv. Mykolo, Św. Michała); заложен Львом Сапегой в 1594, ренессанс, фасад барокко 1662; монастырь бернардинок; бывший Музей архитектуры (ул. Шв. Миколо 9)
- Вознесения Господня и монастырь миссионеров (Dangun Įžengimo, Wniebowstąpienia Pańskiego), основал Теофиль Плятер, 1695—1730, XVIII перестройка в стиле рококо; после 1830 монастырь закрыт (ул. Субачяус 28)
- Святых Иакова и Филиппа (Šv. Jokūbo ir Pilypo, Šv. apaštalų Pilypo ir Jokūbo, Św. Jakuba i Filipa, Śś. Jakuba i Filipa), доминиканский, деревянный с 1624, каменный в 1690—1737, фасад 1743; закрыт в 1844, на Лукишках, позднее барокко (Лукишкю 10)
- Святой Екатерины (Šv. Kotrynos, Św. Katarzyny) и монастырь бенедиктинок; пожар 1619, восстановление 1622, пожары 1655, восстановление 1670—1694, пожар 1737, реконструкция И. К. Глаубица в 1741—1773; аптечный склад в 1812; позднее барокко, рококо (ул. Вильняус)
- Святого Казимира (Šv. Kazimiero (jėzuitų), Św. Kazimierza (jezuitów)), иезуитский, раннее барокко, 1604—1616, в 1832—1915 православный Николаевский кафедральный собор; в 1966—1989 Музей атеизма (ул. Диджёйи 34)
- Святого Рафаила (Šv. Rapolo, Św. Rafała) и монастырь иезуитский, позже пиарский, 1702—1709, на Снипишках; барокко, алтари рококо (ул. Шнипишкю 1)
- Пресвятой Троицы (тринитариев, Švč. Trejybės (Trinapolio), Św. Trójcy (trynitarzy)), 1694—1717, перестройка 1750—1760, церковь 1832—1915, на Антоколе (Тринаполь), рококо
- Сердца Иисуса (визитанток, Jėzaus Širdies (vizitiečių), Serca Jezusa (wizytek)), монастырь, 1715—1760, в 1865—1915 церковь
- Всех Святых (Visų Šventųjų, Wszystkich Świętych) и кармелитский монастырь, 1620—1631; расширен в XVIII, раннее барокко, колокольня (улица Руднинку 20/1)
- Святых Иоаннов (Šv. Jono Krikštytojo ir šv. Jono apaštalo ir evangelisto bažnyčia, Św. Janów), 1388, реконструкция И. К. Глаубица, колокольня (ул. Шв. Йоно 12)
- Вознесения Св. Девы Марии (Švč. M. Marijos Ėmimo į Dangų (pranciškonų konventualų), Wniebowzięcia najświętszej Marii Panny (franciszkanów, na Piaskach)) и францисканский монастырь, заложенный наместником Ольгерда Гаштольдом в 1387, в 1390 сожжён крестоносцами, в начале XV новый, пожар 1533, в 1773—1780 отстроен в нынешнем виде, в 1864 костёл и монастырь закрыты, в 1872—1876 монастырь приспособлен под архив (ул. Траку 9/1)
- Святого Георгия (Šv. Jurgio, Św. Jerzego), кармелитский, 1506, в 1755 перестройка, рококо; в советское время Книжная палата; дал название Георгиевскому проспекту (ныне Гедимино)
- Святого Варфоломея (Šv. Baltramiejaus, Św. Bartłomieja (kanoników regularnych)), XVII, перестройка в 1824; белорусский костёл на Заречье (ул. Ужупё 17a)
- Святого Игнатия (Šv. Ignoto, Św. Ignacego Loyoli), иезуитский, 1622—1647, монастырь; с 1798 в помещении монастыря и новициата казармы, ныне Техническая библиотека (ул. Шв. Игното 6); в 1869 костёл переоборудован под офицерское собрание; восстановлен в 1926—1929, барокко (ул. Шв. Игното 6)
- Святого Николая (Šv. Mikalojaus, Św. Mikołaja), 1320—1387, в основе готика, до Второй мировой войны считался центром литовской религиозной жизни (ул. Шв. Микалояус 4)
- Обретения Святого Креста (Kalvarijų, Šv. Kryžiaus Atradimo, Znalezenia Krzyża Św.), доминиканский, монастырь, деревянный 1664, каменный 1755—1772, рококо; на Кальварии
- Святого Креста (бонифратров, Šv. Kryžiaus (bonifratrų), Św. Krzyża (bonifratrów)), с 1635 на месте прежнего, монастырь бонифратров, пожар 1737, в 1843 монастырь закрыт; в советское время концертный Малый зал барокко; площадь Даукантаса
- грекокатолическая (униатская) церковь Святой Троицы (Šv. Trejybės, Św. Trójcy), базилианский костёл и монастырь, (XVII в.; в 1821—1919 церковь; ворота Иоганна Кристофа Глаубица рококо
- Непорочного зачатия Пресвятой Девы Марии (Švenčiausiosios Mergelės Marijos Nekalto Prasidėjimo) на Зверинце, ул. Селю 17 (1905, «кирпичный стиль»)
- Святого Казимира (Šv. Kazimiero) в Новой Вильне, ул. Палидово 15 (1911, неоготический «кирпичный стиль»)
- Пресвятой Девы Марии Королевы Мира (Švenčiausiosios Mergelės Marijos Taikos Karalienės) в Новой Вильне (ул. Парко 15)
- Святого Иосифа (Šv. Juozapo) в микрорайоне Пилайте (ул. Толминкемё 4); освящён в 2001 году
- Святого Яна Боско (Šv. Jono Bosko) в микрорайоне Лаздинай (ул. Эрфурто 3); освящён в 2001 году
- Божия Провидения (Dievo Apvaizdos) на Доброй Раде (ул. Гяросёс Вильтес 17)
- Блаженного Юргиса Матулайтиса (Pal. Jurgio Matulaičio), площадь Пал. Ю. Матулайчё 3, освящён в 1996 году.
- Христа Короля и Св. Тересы Младенца Иисуса (Kristaus Karaliaus ir šv. Kūdikėlio Jėzaus Teresės) в Павильнисе (улица Шварёйи 3)

- Святого Стефана (Šv. Stepono, Św. Stefana), ок. 1600, перестройки 1770, 1794, после 1864 тюрьма
- Св. Иосифа Возлюбленного и монастырь босых кармелитов, 1638; разобран в 1876
- Сердца Иисусова, Serca Jezusa, железобетонный, проект Антония Вивульского, строительство начато в 1913, не завершено; на месте незавершенного костёла был построен Дворец строителей
- Божией Матери Утешения (августинцев), Marijos Ramintojos, Kościół M. B. Pocieszenia (augustianów), 1675, нынешний вид после перестройки 1746—1768, барокко, в советское время склад (ул. Савичяус)
- Господа Иисуса, Viešpaties Jėzaus, Pana Jezusa, 1694—1717, тринитариев, монастырь; французы ограбили в 1812, в 1864 перестроен в церковь Св. Михаила Архангела; на Антоколе

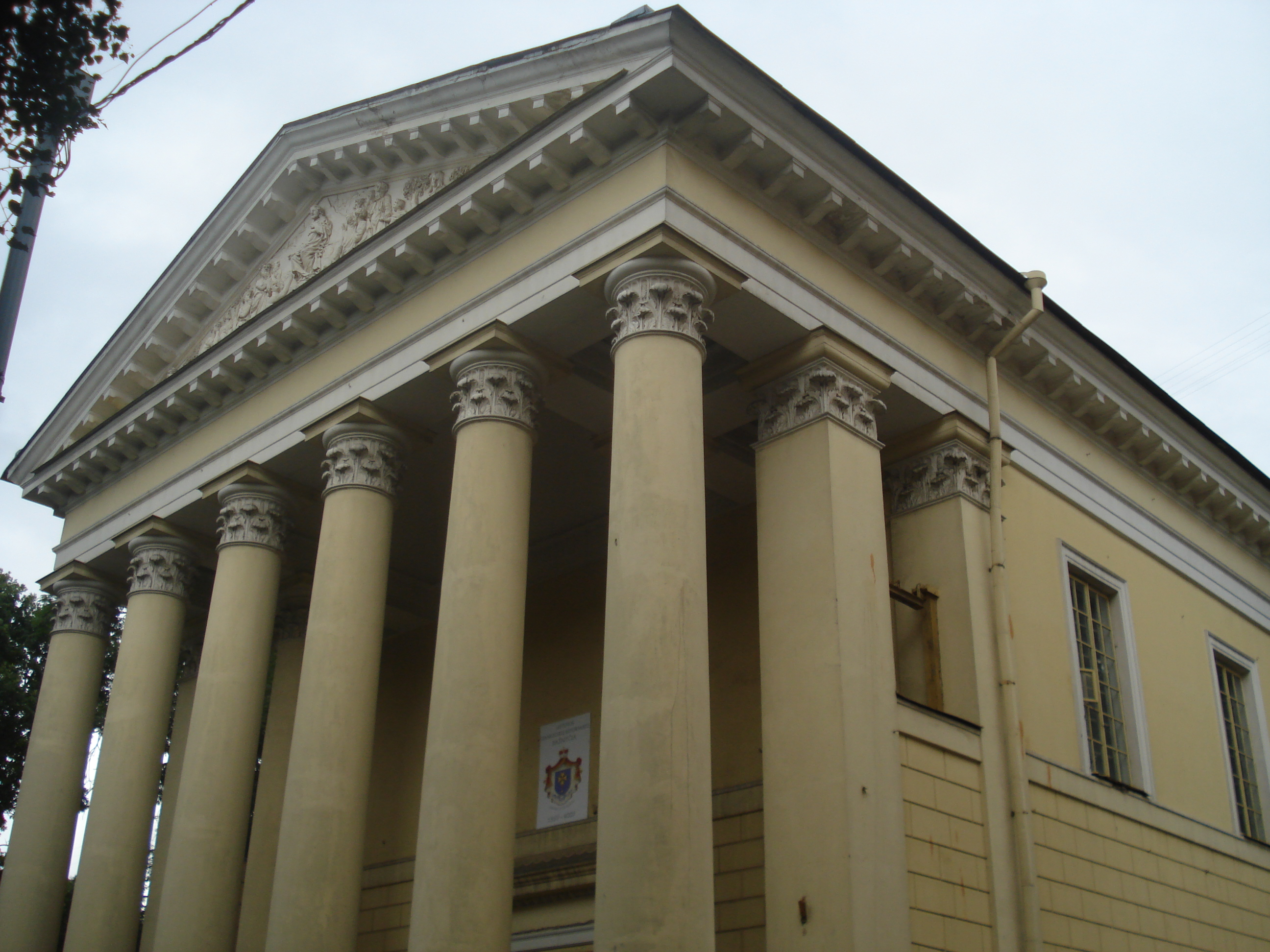
Евангелико-реформатская церковь

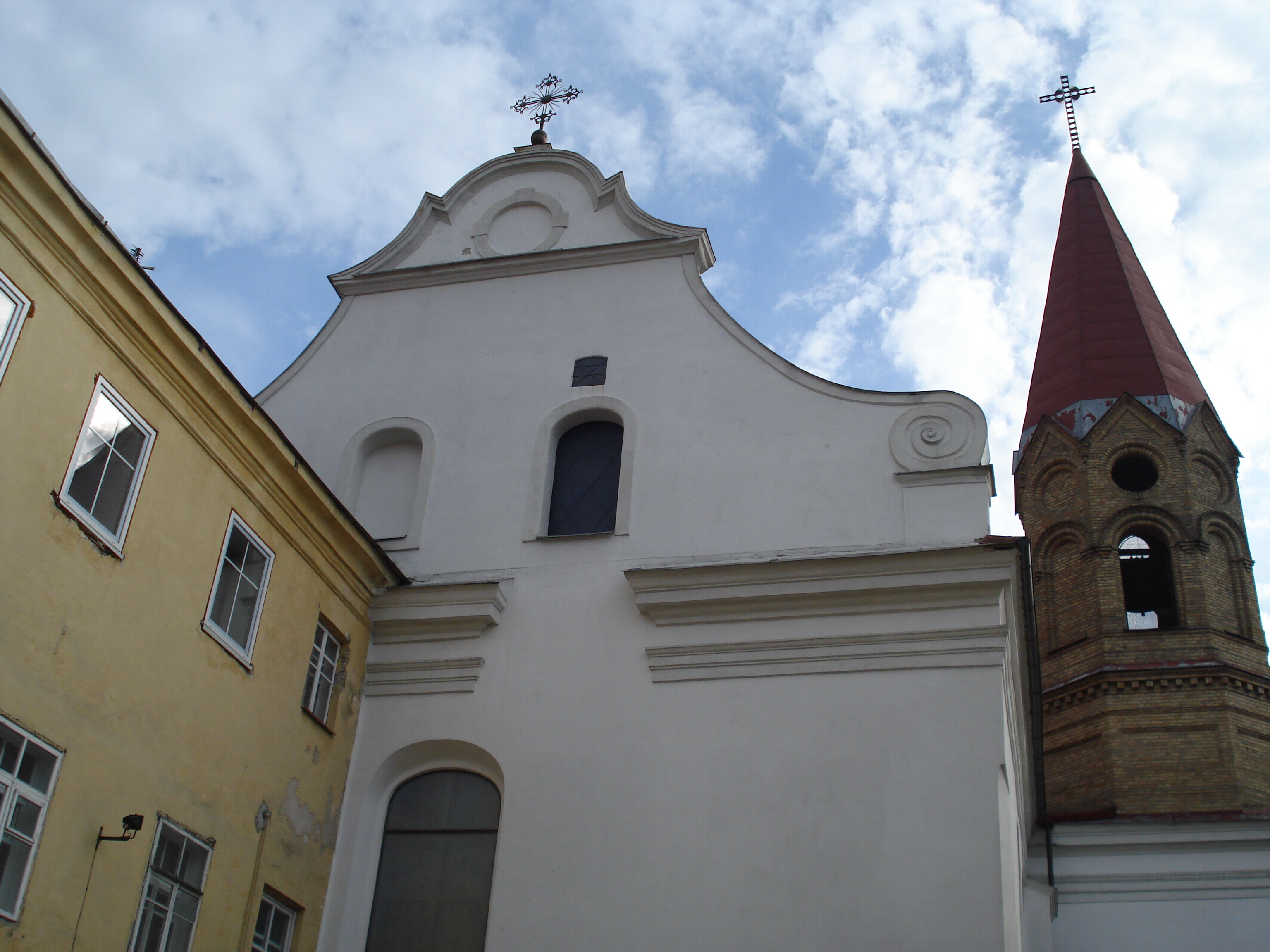
Евангелико-лютеранская церковь

## Протестантские храмы
- Храм евангелико-реформатский (Ewangelicko-Reformowany, Kalwiński, Evangelikų reformatų) XIX века на улице Завальной (ул. Пилимо 18); спроектирован в 1829 архитектором Каролем Подчашинским, построен в 1830—1835 годах в стиле позднего классицизма. В советское время с фронтона были сняты скульптуры Казимира Ельского[2] и в здании был устроен кинотеатр «Хроника» („Kronika“)
- Храм евангелико-лютеранский (Ewangelicko-Luterański, Evangelikų liuteronų) XVI—XVIII веков на улице Немецкой (ул. Вокечю 5); построен на месте неоднократно горевшего деревянного, заложенного в 1555 году; в советское время мастерские скульпторов, с 1954 года реставрационные мастерские.[3]

## Мечети
- Татарская деревянная мечеть на Лукишках (на углу прежних улиц Лукишской и Магометанского переулка), построенная во второй половине XIX века на месте, где была мечеть с XV века, была разрушена в советский период в 1962 году.[4]. Прежняя мечеть изображена на гравюре Юзефа Озембловского 1830 года.

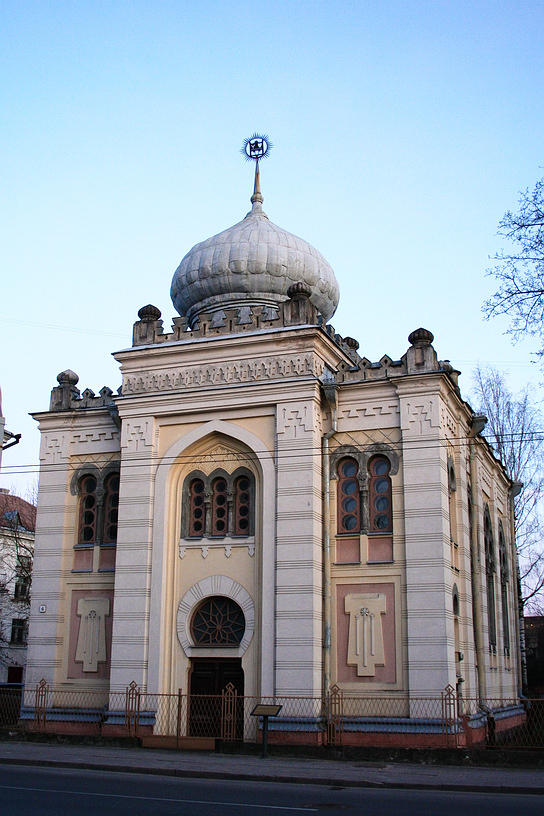
Кенасса

## Кенасса
- Караимская кенасса на Зверинце (Жверинас). Строительство было начато в 1911 году по проекту архитектора Михаила Прозорова. Первая мировая война прервала отделочные работы, возобновлённые в 1921 году. 9 сентября 1923 года освящена. В 1949 году была закрыта советскими властями, здание национализировано. В 1989 году здание было возвращено караимской религиозной общине. По завершении ремонта в 1993 году освящена.

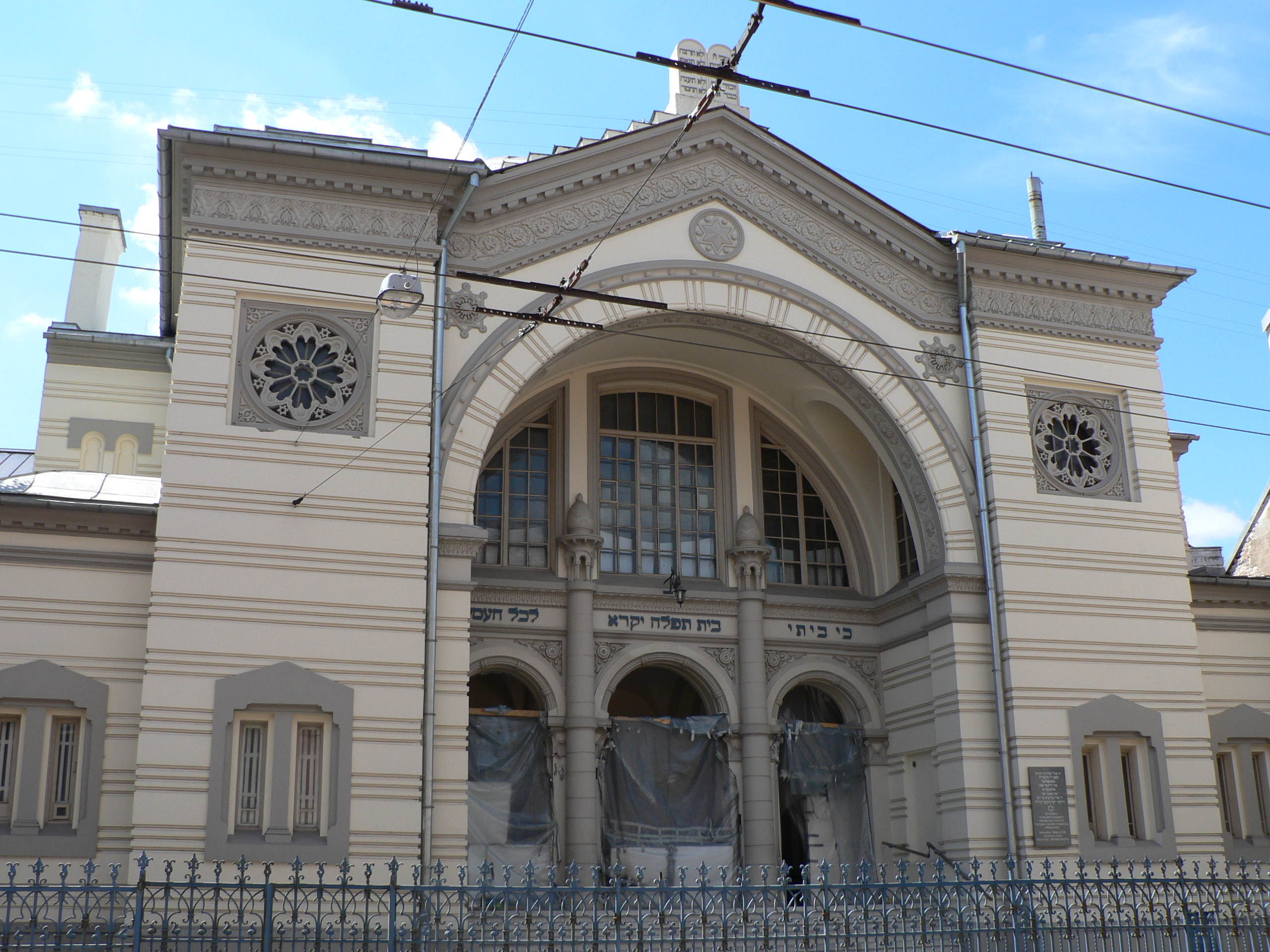
Синагога

См. также:
- Кенасса в Вильнюсе

## Синагоги
- Хоральная синагога на улице Пилимо (Завальной; в 1901—1903 годах построена по проекту архитектора Алексея Полозова (1820—1903).

- Знаменитая Большая синагога пострадала во время Второй мировой войны и остатки её были снесены.